# Oberer Riedberg
Oberer Riedberg ist der Name des höchsten Punktes auf einem markanten Höhenrücken im oberbayerischen Landkreis Landsberg am Lech.

## Lage und Umgebung
Der Obere Riedberg liegt etwa fünf Kilometer westlich des Lechs, zwischen Buchloe und Landsberg am Lech im Gebiet der Gemeinde Igling. Er bildet den höchsten Punkt eines etwa zwölf Kilometer langen, bewaldeten Höhenrücken westlich des Lechs im Alpenvorland.

## Name
Im 19. Jahrhundert war für den Höhenrücken die Bezeichnung Stoffersberg gebräuchlich. In den heutigen, amtlichen Kartenwerken wird hingegen der Name Oberer Riedberg verwendet.

## Geschichte
Am Gipfel befinden sich die Reste des mittelalterlichen Burgstalls Stoffersberg.

## Sonstiges
Südlich des höchsten Punktes steht ein etwa 50 m hoher Stahlgitter-Mast mit Mobilfunk- und Richtfunkantennen.